# Michele di Lando

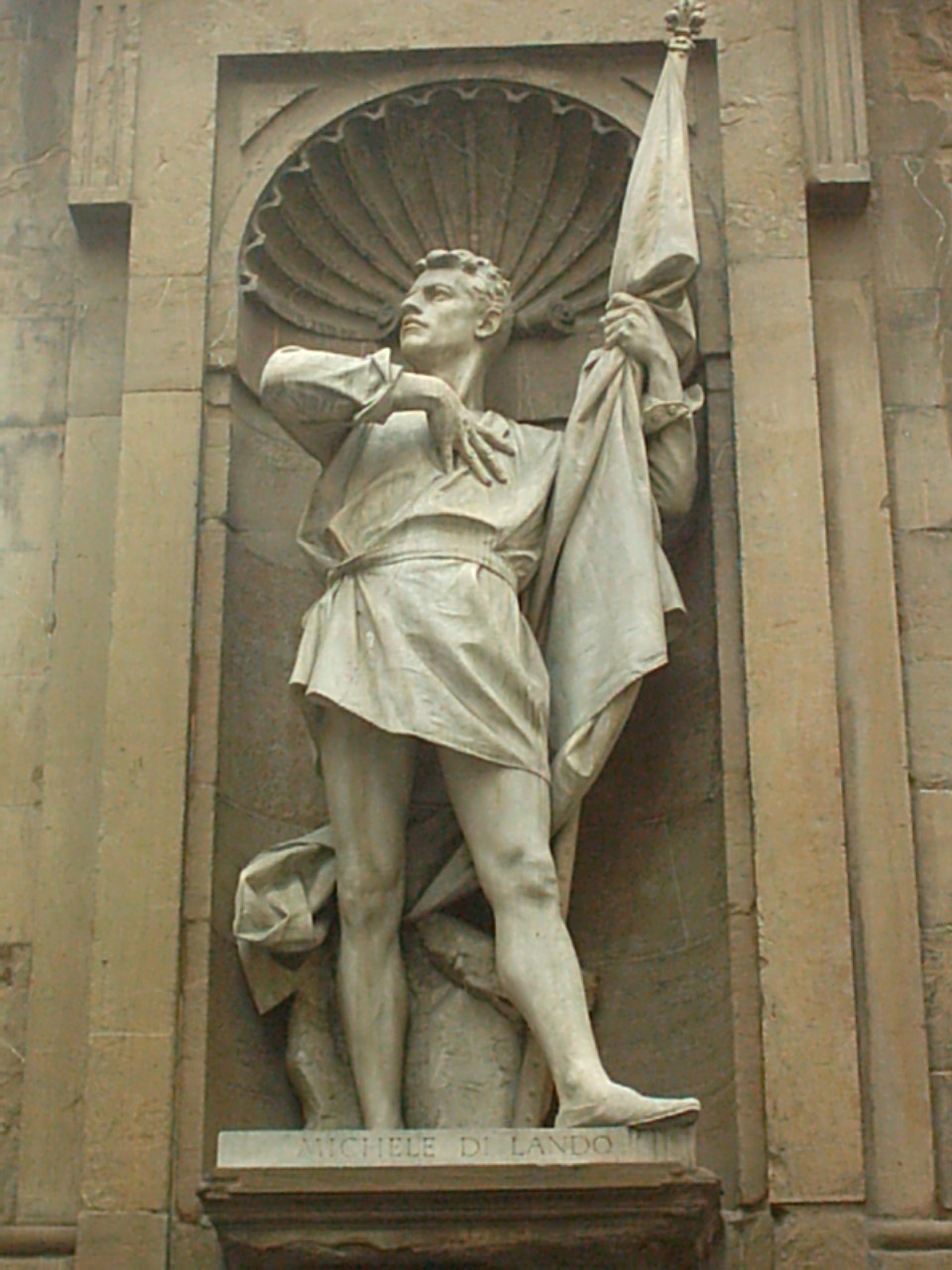
Statue in Florenz

Michele di Lando (* 1343 in Florenz; † 1401 in Lucca oder Modena) war ein italienischer Tucharbeiter und später Besitzer einer Tuchwerkstatt. Er war 1378 am Ciompi-Aufstand beteiligt.

## Leben
Michele di Lando war der Sohn einer Marktfrau. Er arbeitete später als Vorarbeiter in einer Tuchwerkstatt, während seine Frau in einer Metzgerei arbeitete. Am Ciompi-Aufstand 1378 war er als Arbeiter beteiligt. Die Ciompi entsandten ihn als einen ihrer Gonfaloniere in die Balìa, der neu gebildete Regierung.
In der Regierung gelang es schließlich den Patriziern, Michele di Lando gegen ein hohes Bestechungsgeld auf ihre Seite zu ziehen. Er überzeugte die übrigen Ciompi in der Regierung, sich ruhig zu verhalten. Am 31. August stellte er die beiden Ciompi-Anführer, die auf dem Weg zum Palazzo della Signoria waren, um dort ihre neuen Petitionen vorzulegen. Er soll „Tod denen, die einen Herrn wollen“ ausgerufen haben, was das verabredete Zeichen für die bewaffneten Mitglieder der Zünfte war, den Platz zu betreten. Auch Ciompi strömten auf den Platz und es kam zum Kampf, in dessen Verlauf die Ciompi geschlagen wurden und fliehen mussten. Der Ciompi-Aufstand war damit zu Ende.
Er wurde 1382 aus Florenz verbannt und blieb kurz in Lucca, um dann nach Modena weiterzuziehen. Dort stieg er zum Besitzer einer eigenen Bottega und zum Lanaiolo auf, einem Angehörigen der bedeutenden Arte della Lana.